# Тиес (город)
Тиес (фр. Thiès) — город в западной части Сенегала.

## География и экономика
Город расположен в 60 км к востоку от столицы страны, города Дакар, на стратегическом шоссе № 2 м, в месте разделения железнодорожной линии Дакар-Нигер на направления Дакар-Бамако и Дакар-Сен-Луи. Является административным центром сенегальского региона Тиес. Высота города над уровнем моря — 36 м.
Город известен своим ковроткачеством. В 1966 году здесь было открыто одно из крупнейших предприятий Сенегала в этой области. Также является центром мясоперерабатывающей промышленности и торговли скотом. В области вокруг Тиеса выращиваются рис, маниок, арахис, просо и различные виды фруктов. В близлежащем местечке Пало разрабатываются для вывоза на экспорт месторождения фосфатов.

## Население
По данным на 2013 год численность населения города составляла 286 283 человека.
Динамика численности населения города по годам:
| 1988    | 1997    | 2001    | 2002    | 2013    |
| ------- | ------- | ------- | ------- | ------- |
| 175 465 | 228 017 | 273 599 | 237 849 | 286 283 |

## История
В 1863 году здесь французами был построен форт, вокруг которого со временем образовался город. В 1947—1948 годах в Тиесе произошли волнения среди сенегальских рабочих железной дороги, вызванные расистским отношением к ним властей.
В настоящее время в Тиесе имеются Высшая политехническая школа, городской музей и один из старейших кинотеатров Сенегала.

## Известные уроженцы
- Идрисса Сек — премьер-министр Сенегала в 2002—2004 годах.
- Кадер Манган — сенегальский футболист
- Кума Бабакар — сенегальский футболист
- Даме Ндойе — сенегальский футболист

## Города-партнёры
- Кан, Франция (1957)
- Сус, Тунис (1965)
- Золинген, Германия (1990)